# René Servatius
René Camille Gaston Servatius, né à Arras (Pas-de-Calais) le 5 mai 1844 et mort à Saint-Louis-du-Sénégal le 20 juin 1883, est un magistrat et administrateur colonial français.

## Biographie
Il est le fils du général-baron Mathias Servatius et le petit-fils du baron Massias.
En 1876, il exerce la fonction de premier substitut du procureur général près la Cour d'appel de La Réunion.
Après avoir été procureur général en Martinique, il est gouverneur du Sénégal de 1882 à 1883. Il en est le premier gouverneur n'appartenant pas à l'armée ou à la marine. Il décède en fonction.